# IC 1274
IC 1274 је емисиона маглина са звијездама у сазвјежђу Стријелац која се налази на листи објеката дубоког неба у Индекс каталогу.
Деклинација објекта је - 23° 38' 54" а ректасцензија 18h 9m 50,0s. IC 1274 је још познат и под ознакама LBN 33, ESO 521-N*41, CED 154D, Sh2-31.